# Villazopeque
Villazopeque é um município da Espanha na província de Burgos, comunidade autónoma de Castela e Leão, de área 11,70 km² com população de 78 habitantes (2004) e densidade populacional de 6,67 hab/km².

## Demografia
| Variação demográfica do município entre 1991 e 2004 | Variação demográfica do município entre 1991 e 2004 | Variação demográfica do município entre 1991 e 2004 | Variação demográfica do município entre 1991 e 2004 |
| --------------------------------------------------- | --------------------------------------------------- | --------------------------------------------------- | --------------------------------------------------- |
| 1991                                                | 1996                                                | 2001                                                | 2004                                                |
| 101                                                 | 100                                                 | 75                                                  | 78                                                  |